# Бигль
Бигль (англ. Beagle — гончая) — порода гончих охотничьих собак, выведенная в Великобритании.
Собака среднего размера с типичным обликом гончей. Бигли обладают хорошим обонянием и используются прежде всего для охоты на кроликов и зайцев, часто используются на таможне для поиска взрывчатых веществ.

## Происхождения названия
Существует две версии происхождения названия этой породы. Одна из них связана со способностью издавать протяжный, мелодичный лай, из-за чего в название породы могло лечь французское слово begueule, дословно — лужёная глотка. Другую версию связывают с малым размером собаки, и вспоминают о староанглийском слове begle, кельтском beag или старофранцузском beigh, которые имели значение «маленький» и применялись ко всем гончим, вне зависимости от породы и происхождения.

## История породы

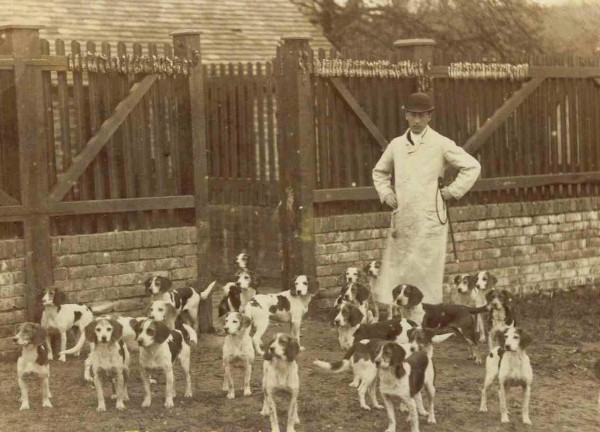
Бигли в округе Кейншам (Keynsham), Англия, 1885 год

Существуют различные версии происхождения породы. Так, согласно греческому историку Ксенофонту, уже в Древней Греции существовали гончие, работающие по следу. Римляне переняли опыт использования гончих и завезли их на Британские острова, где они на протяжении долгого времени скрещивались с местными собаками. Существуют версии о породах гончих, существовавших в Англии ещё до прихода римлян, — в частности у Пвилла, принца Уэльского, современника короля Артура, была особая порода белых гончих.
Маленькие гончие упоминаются в Лесных законах Кнуда, которые освобождают их от указа, согласно которому всем собакам, способным бегать за оленем, должны быть нанесены увечья одной из ног. Если бы эти законы были подлинными, они подтвердили бы, что собаки этой породы существовали в Англии до 1016 года, но вполне вероятно, что законы были написаны в Средние века, чтобы придать ощущение древности и традиции Лесному закону.
К середине XVIII века в Англии сформировались две основные породы для охоты на зайца — южная гончая и северный бигль. Однако основой современной породы стала свора, собранная в середине уже XIX века Парсоном Ханивудом. Она была продемонстрирована в Эссексе, и в настоящий момент почти в каждой известной псарне есть потомки собак из этой своры.
До 1870 года в США маленькие гончие Южных штатов, которых тогда называли биглями, отличались от современной породы. Они имели более лёгкие головы, как у такс, походили на прямоногих бассетов и имели чёрно-бело-рыжий окрас[уточнить]. Они были превосходными охотниками, но внешне некрасивыми, что, впрочем, мало заботило хозяев. В 1860-е годы генерал Ричард Роуэтт из Карлинсвилля, штат Иллинойс, привёл в страну свору гончих, которые улучшили экстерьер, но из каких свор генерал собрал свою, остаётся неизвестным. В 1880 году мистер Арнольд из Провиденса, штат Род-Айленд, из Северной Англии привёз стаю биглей, а в 1896 это сделал Джеймс Л. Кернохан. Вскоре, в 1888 году был образован Национальный клуб породы «Бигль», который провёл первые полевые испытания.
Современный официальный стандарт породы был утверждён 10 сентября 1957 года.
Первоначально бигли использовался для охоты на оленей, сегодня он используется для охоты на зайцев и конной охоты.

## Общее описание

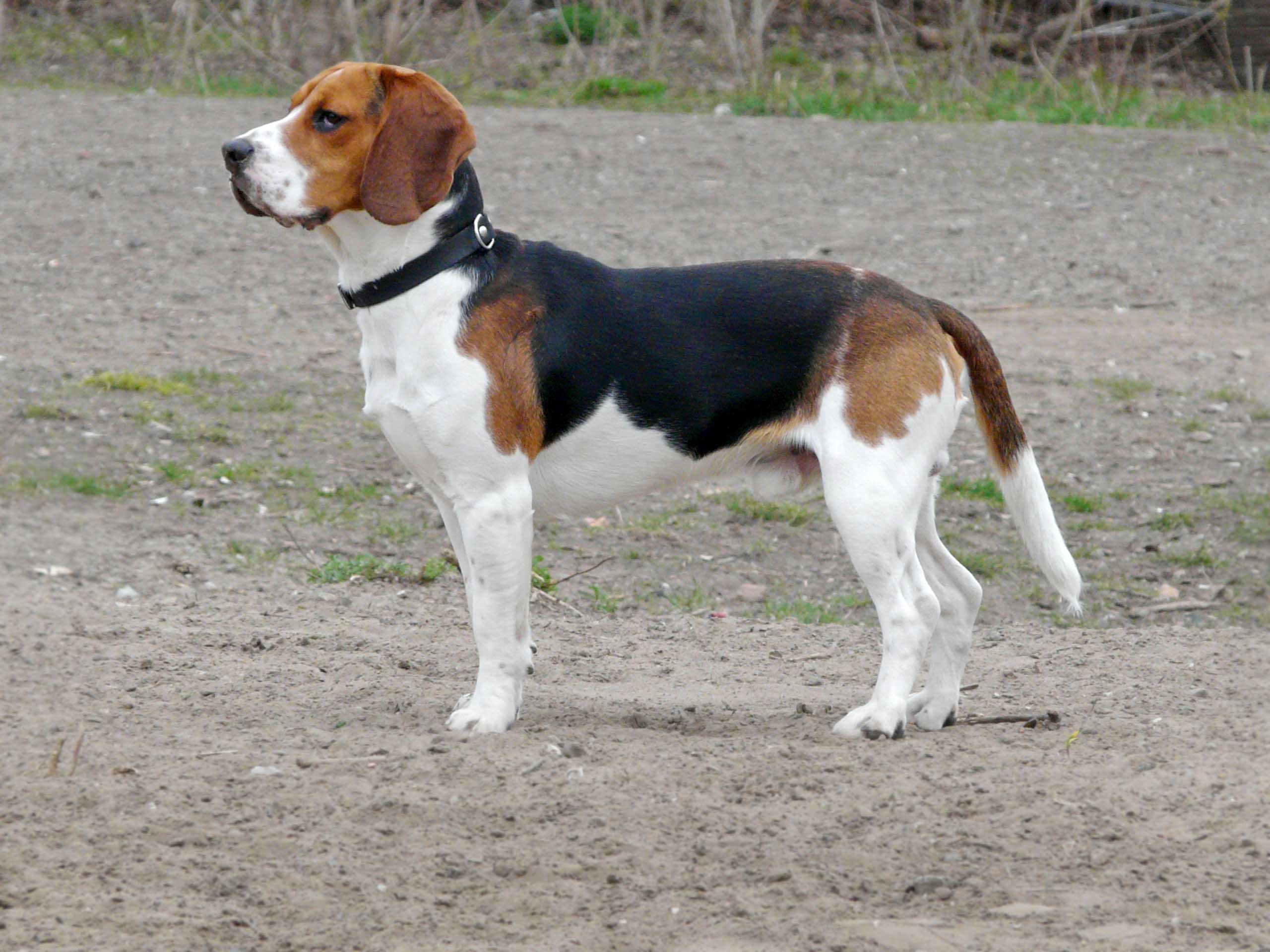
Трёхцветный бигль

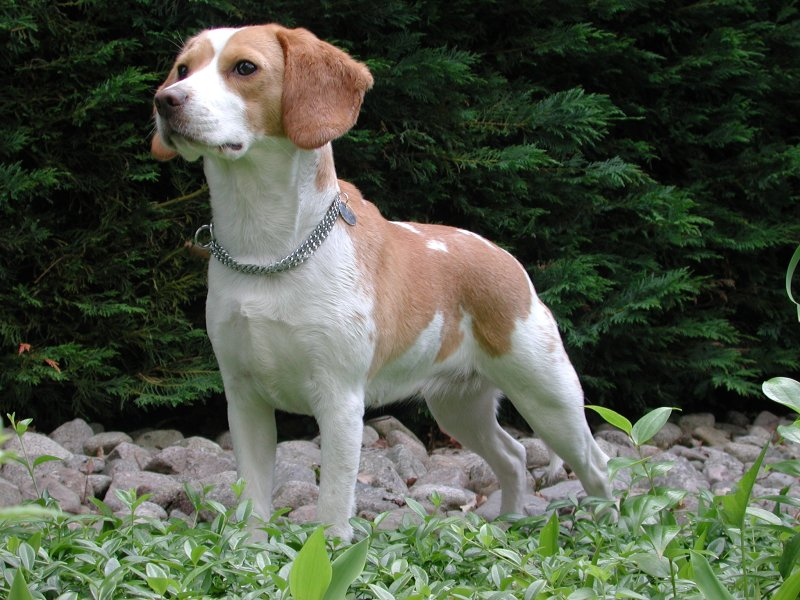
Двухцветный бигль (биколор)

Голова бигля

Собака среднего размера, внешне сходна с фоксхаундом, но мельче, с более короткими ногами и более длинными и мягкими ушами (уши должны доходить до кончика носа). Рост от 33 до 40 см в холке, вес между 8 и 16 кг в американском переложении; европейские же бигли около 36—41 см в холке и вес примерно 13—18 кг), суки мельче кобелей. Челюсти сильные. Глаза большие, коричневые либо светло-коричневые. Губы умеренно отвислые. Мочка носа широкая. Шея средней длины. Грудная клетка широкая, сужающаяся к клиновидному животу и талии. Хвост толстый, средней длины, поставлен высоко и держится весело. Хвост хорошо опушён, особенно к концу, где волосы образуют кисточку. У бигля мускулистое, гладкое тело, средней длины. Бёдра мощные. Лапы круглые или слегка вытянутые. Пальцы крепкие, плотно собранные. Подушечки компактные.

### Окрас
Допускаются все принятые для гончих окрасы, кроме печёночного, хотя трёхцветный является самым обычным (белый с большими чёрными областями и светло-коричневой штриховкой). Трёхцветные особи всегда рождаются чёрно-белыми. Далее чёрный цвет сходит на бёдрах и постепенно выцветает от хвоста к холке (у некоторых долгое время держится полностью чёрный фрак). Двухцветные варианты («лимончики») всегда имеют белый основной цвет с областями второго цвета (рыжий, его различные оттенки). Кончик хвоста всегда белый.

### Обоняние
У бигля очень развито обоняние, это доказали Джон Пол Скотт и Джон Фаллер, начавшие в 1950-х годах исследование собак. Проверяя обонятельные способности различных пород с помощью мышей[уточнить], они выявили, что бигли справляются с испытанием менее чем за минуту, в то время как другим породам требуется значительно больше времени.

### Темперамент
Бигль — это добрая, ласковая и весёлая собака. Прирождённый исследователь неведомого, он так и норовит отвязаться и убежать, поэтому за ним необходим особый контроль; лучше всего не спускать его с поводка во время прогулки. Бигль неплохо ладит с незнакомыми людьми и с другими животными. Бигль — энергичная собака, предпочитающая находиться среди людей.
Для дрессировки бигля потребуется немало сил и терпения, так как это очень упрямая порода (к тому же очень любознательная-что не даёт биглю быстро сосредоточиться на хозяине).
Бигли с радостью воспринимают дальние прогулки, любят бегать; они охотники по натуре, на прогулке они постоянно принюхиваются к следам, сгорая от желания двинуться по любому из них. Это занятие настолько поглощает их внимание, что они способны забыть обо всём. Вот почему владельцам, выгуливающим бигля, следует проявлять повышенное внимание (впрочем, этот совет будет не лишним и для держателей других пород гончих).
Бигль — умный и преданный компаньон. Он очень чистоплотен и не нуждается вследствие этого в частых купаниях. Добавим, что если эти собаки хорошо выучены, они великолепно общаются со всеми членами семьи, особенно с детьми. Некоторые особи иногда (но очень редко!) могут проявить агрессивность по отношению к незнакомым людям или собакам.
«Эта собака лучше себя чувствует, живя в частном доме. Бигли выносливы, неприхотливы, не требуют сложного ухода и отличаются прекрасным здоровьем».

### Применение
Изначально биглей использовали для охоты, из-за их прекрасной способности искать по следу зайца.
В настоящее время[когда?] бигль — универсальная порода, используется в слежке и как собака-компаньон. Основная порода, на которой проводятся медицинские исследования и эксперименты, в том числе тестирование бытовой химии и косметики.

### Здоровье
Средняя продолжительность жизни составляет 12—15 лет, что является типичным для собак такого размера. Бигли зачастую страдают от эпилепсии, но этим можно управлять с помощью лечения. Отмечаются случаи гипотиреоза (при этом происходит внушительное увеличение веса, ухудшается состояние шёрстного покрова, возникают проблемы репродуктивного характера). Тучность — общая проблема, поскольку они едят всякий раз, когда пища доступна. Владельцы должны сами регулировать вес биглей.
Основные заболевания: чирей, глаукома, катаракты, дисплазия радужной оболочки. Из-за длинных гибких ушей внутреннее ухо не получает достаточной вентиляции, что может привести к инфекциям уха. Также может наблюдаться так называемое «обратное чихание», может показаться что они задыхаются, на самом же деле воздух проходит через рот и нос и это совсем не вредно для собаки.

## Фильмы с собаками породы бигль
- 1972 — «Снупи, вернись домой» / «Snoop, Come Home!» (США);
- 1991 — «Кое-что о Генри» / «Regarding Henry» (США);
- 1996 — «Шайло» / «Shiloh» (США);
- 1997 — «Лапы» / «Paws» (Великобритания, Австралия);
- 1999 — «Шайло 2: Сезон охоты на Шайло» / «Shiloh 2: Shiloh Season» (США);
- 2001 — «Кошки против собак» / «Cats & Dogs» (США, Австралия);
- 2003 — «Инспектор Гаджет 2» / «Inspector Gadget 2» (США)
- 2001—2005 — «Звёздный путь: Энтерпрайз» / «Star Trek: Enterprise» (США, сериал). Бигль Портос — пёс капитана Арчера.
- 2006 — «Спасая Шайло» / «Saving Shiloh» (США);
- 2007 — «Суперпёс» / «Underdog» (США);
- 2010 — «Кошки против собак: Месть Китти Галор» / «Cats & Dogs: The Revenge of Kitty Galore» (США);
- 2010 — «Я — четвёртый» / «I Am Number Four» (США);
- 2010 — «Мы купили зоопарк» / «We Bought a Zoo» (США);
- 2012 — «Покорители волн» / «Chasing Mavericks» (США);
- 2014 — «Красавица и чудовище» / «La belle & la bête» (Франция);
- 2014 — «В канун рождества» / «One Christmas Eve» (США)
- 2014 — «Джон Уик» / «John Wick» (США)
- 2015 — «Земля будущего» / «Tomorrowland» (США)
- 2017 — «Как кошка с собакой» (США)
- 2019 — «Собачья жизнь 2» (США)